# Cyclocausta trilineata
Cyclocausta trilineata är en fjärilsart som beskrevs av W. Warren 1889. Cyclocausta trilineata ingår i släktet Cyclocausta och familjen Crambidae. Inga underarter finns listade i Catalogue of Life.